# Passiflora tina
Passiflora tina R. Boender & Ulmer – gatunek rośliny z rodziny męczennicowatych (Passifloraceae Juss. ex Kunth in Humb.). Występuje endemicznie w Ekwadorze w prowincji Pichincha. 

## Morfologia
PokrójZdrewniałe, trwałe, owłosione liany.
LiściePodłużnie lub owalnie podłużne, klinowe u podstawy, prawie skórzaste. Mają 12,5–25 cm długości oraz 5–9 cm szerokości. Całobrzegie, z ostrym lub spiczastym wierzchołkiem. Ogonek liściowy jest owłosiony i ma długość 9–15 mm. Przylistki są szczeciniaste o długości 1–2 mm.
KwiatyDziałki kielicha są podłużne, zielonkawe, mają 2,9–4,1 cm długości. Płatki są podłużne, białe, mają 2,9–4,1 cm długości. Przykoronek ułożony jest w 5 rzędach, białawo-pomarańczowopurpurowe, ma 9–28 mm długości.